# Sergio Agüero
Sergio Agüero, również, Kun Agüero, właśc. Sergio Leonel Agüero del Castillo (wym. [ˈserxjo aˈɣweɾo]; ur. 2 czerwca 1988 w Buenos Aires) – argentyński piłkarz, który występował na pozycji napastnika.
W latach 2006–2021 reprezentant Argentyny. Złoty medalista Copa América 2021, srebrny medalista Mistrzostw Świata 2014 oraz Copa América 2015 i 2016, brązowy medalista Copa América 2019, uczestnik Mistrzostw Świata 2010 i 2018 oraz Copa América 2011. Złoty medalista Igrzysk Olimpijskich 2008.

## Dzieciństwo
Urodził się 2 czerwca 1988 o godzinie 15:23, w La Clínica del Niño w Buenos Aires. Jest drugim z siedmiorga dzieci Leonela del Castillo (ur. 7 sierpnia 1968) i Adrianny Agüero (ur. 11 maja 1970). Dorastał w biednej, nieciekawej okolicy, pełnej narkomanów oraz dilerów. W jednym z wywiadów podkreślił radość z powodu opuszczenia swojego miejsca dorastania, ponieważ wielu jego znajomych uzależniło się od narkotyków, natomiast on dzięki swojej pasji mógł zmienić otoczenie i pomóc rodzinie wyjść z biedy.

## Kariera klubowa

### Independiente
Sergio Agüero dołączył do młodzieżowego zespołu Atlético Independiente w wieku 9 lat. Stał się najmłodszym graczem debiutującym w lidze argentyńskiej (w chwili debiutu, 5 lipca 2003 roku, miał 15 lat i 35 dni), kiedy w meczu z San Lorenzo zastąpił Emanuela Rivasa w 69 minucie spotkania. Jego występ został bardzo pozytywnie oceniony przez media. Pomimo wczesnego debiutu, Agüero nie znalazł stałego miejsca w kadrze. Dopiero, gdy trenerem klubu został Jose Omar Pastoriza, siedem miesięcy po debiucie, Agüero wrócił do gry w pierwszej drużynie, w meczu przeciwko peruwiańskiemu Cienciano, podczas fazy grupowej Copa Libertadores 2004. Oznacza to, że stał się najmłodszym zawodnikiem biorącym udział w tych rozgrywkach. Dzierżył ten tytuł przez 3 lata. Miesiąc później ponownie wystąpił w Copa Libertadores, w spotkaniu przeciwko El Nacional. 19 czerwca, po raz pierwszy zagrał pełne 90 minut w barwach swojego klubu. Pierwszego gola dla Independiente strzelił w meczu przeciw Estudiantes La Plata. Był to strzał zza pola karnego, w 22 minucie spotkania. Agüero zaczął regularnie grywać w podstawowej jedenastce zespołu, oraz został powołany do kadry reprezentacji Argentyny na Mistrzostwa Świata U-20, które Argentyna wygrała.
W sezonie 2005/2006, Agüero zdobył 18 bramek w 36 ligowych występach, opuszczając dwa spotkania z powodu zawieszenia. Pierwszą czerwoną kartkę otrzymał za uderzenie rywala, w meczu przeciwko Tiro Federal. Jego znakomite występy przyciągnęły zainteresowanie kilku znanych europejskich klubów, między innymi Liverpoolu, Bayernu Monachium, Atlético Madryt  i US Palermo. Po wielu miesiącach spekulacji Argentyńczyk ogłosił, że zamierza opuścić Independiente pod koniec sezonu. Najbardziej prawdopodobny był transfer do Atlético Madryt. W wyjazdowym meczu przeciwko Olimpo de Bahia Blanca, Agüero otrzymał swoją piątą żółtą kartkę w sezonie. To uniemożliwiło mu występ w kolejnym spotkaniu, które Independiente miało rozegrać tydzień później przeciwko Boca Juniors. Po raz ostatni wystąpił w koszulce klubu z Avellaneda w meczu z Rosario Central. 30 maja oficjalnie przeniósł się do Atlético Madryt za około 23 mln euro, stając się tym samym najdroższym zawodnikiem w historii klubu.

### Atlético Madryt

#### Sezon 2006/2007
W hiszpańskiej Primera División Agüero zadebiutował 27 sierpnia w wygranym 1:0 spotkaniu z Racingiem Santander, a pierwszego gola dla nowego zespołu strzelił 17 września w zwycięskim 4:1 pojedynku przeciwko Athletic Bilbao. Jego drugi gol dla klubu z Vicente Calderon wywołał kontrowersje, ponieważ został zdobyty ręką. Argentyńczyk zakończył sezon z siedmioma bramkami na koncie.

#### Sezon 2007/2008
Latem 2007, po odejściu z drużyny Fernando Torresa, Agüero zapewnił sobie miejsce w podstawowym składzie, wkrótce stając się niewątpliwie najbardziej istotną postacią w zespole z Madrytu. 16 sierpnia zdobył swoją pierwszą bramkę w europejskich pucharach, w starciu z FK Vojvodina. W tym sezonie zagrał 37 meczów w lidze hiszpańskiej i strzelił 20 goli, plasując się na trzecim miejscu w klasyfikacji najlepszych strzelców La Liga. Argentyńczyk został wybrany najlepszym piłkarzem meczu przeciwko Barcelonie, w marcu 2008. Zdobył wówczas dwie bramki, asystował przy golu Maxi Rodrigueza, oraz wywalczył rzut karny. Atlético Madryt zakończyło sezon na czwartym miejscu w tabeli, co pozwoliło im awansować do Ligi Mistrzów UEFA, po raz pierwszy od 12 lat.

#### Sezon 2008/2009
Sergio rozpoczął sezon zaledwie cztery dni po finale olimpijskim, zwycięskim meczem Atlético z FC Schalke 04. Zespół z Madrytu pokonał niemiecką drużynę 4:0. Agüero nawiązał w tym sezonie jeszcze lepszą współpracę z klubowym partnerem, Diego Forlánem, również byłym zawodnikiem Independiente. 16 września strzelił swojego pierwszego gola w Champions League w wyjazdowym zwycięstwie 3:0 nad PSV Eindhoven. W marcu 2009 duet Agüero-Forlan poprowadził Atlético do zwycięstwa 4:3 nad Barceloną. Kun zdobył zwycięską bramkę w ostatnich minutach spotkania. „Rojiblancos” po raz kolejny zakończyli sezon na czwartym miejscu, awansując tym samym do Ligi Mistrzów UEFA.

#### Sezon 2009/2010
Sezon 2009/10 był najbardziej udanym i bogatym w sukcesy sezonem Atlético od 10 lat. Agüero po raz kolejny był wiodącą postacią w zespole. 3 listopada zdobył dwie bramki w zremisowanym 2:2 spotkaniu z Chelsea F.C. „Rojiblancos” odpadli z rozgrywek Champions League, dotarli natomiast do finału Ligi Europejskiej, który wygrali 2:1 z angielskim Fulham, dzięki dwóm bramkom zdobytym przez Diego Forlana. Kun asystował przy obydwu trafieniach Urugwajczyka. Sergio zanotował także dobry występ w 1/8 Ligi Europejskiej, strzelając dwa gole w rewanżowym spotkaniu przeciwko Sportingowi. Pomógł także Atlético w awansie do finału Copa Del Rey. Ostatecznie jego zespół przegrał finałowy mecz z Sevillą, 0:2. 27 sierpnia Atlético zdobyło Superpuchar Europy, pokonując w finale faworyzowany Inter Mediolan. Agüero zaliczył asystę przy golu Jose Antonio Reyesa, następnie pieczętując wygraną swojej drużyny, golem na 2:0.

#### Sezon 2010/2011
Ten sezon był najbardziej udany dla Argentyńczyka w barwach Atlético. Po raz pierwszy zdobył 20 ligowych bramek w jednym sezonie.11 grudnia rozegrał spotkanie przeciwko Deportivo La Coruña, w którym strzelił dwa gole. Był to 300 mecz Kuna, biorąc pod uwagę występy w Independiente, Atlético i w reprezentacji Argentyny. 4 stycznia 2011 przedłużył umowę z klubem z Vicente Calderon, a dzień później został wybrany drugim kapitanem zespołu. Pomiędzy marcem a majem 2011 wpisał się na listę strzelców w siedmiu kolejnych spotkaniach, czego nie osiągnął w tamtym sezonie żaden inny zawodnik w Europie. 30 kwietnia zdobył 98 gola dla „Rojiblancos” co pozwoliło mu awansować do Top 10 strzelców w historii klubu. 21 maja ustrzelił swój pierwszy hat trick w Primera División, w meczu przeciw Mallorce, wygranym 3:4. Druga bramka Argentyńczyka w tym meczu, była również jego 100 trafieniem w koszulce Atlético, biorąc pod uwagę wszystkie rozgrywki. 23 maja ogłosił na swojej stronie pragnienie odejścia z klubu i prośbę o pozwolenie na transfer. Przez dwa miesiące krążyły pogłoski o nowym zespole Kuna. Wymieniało się m.in. Juventus F.C., Barcelonę i Real Madryt. W końcu, 28 lipca Agüero stał się graczem Manchesteru City, podpisując kontrakt na 6 lat, w wysokości 9 milionów euro rocznie. Angielski klub zapłacił za Argentyńczyka 45 mln euro. Tego samego dnia, gdy Kun oficjalnie został zawodnikiem Manchesteru City, „Rojiblancos” rozgrywali mecz kwalifikacyjny do Ligi Europy przeciwko Strømsgodset IF. Podczas tego spotkania grupa kibiców z Madrytu wywiesiła baner z napisem „Agüero, We Hope You Die” („Agüero, mamy nadzieję, że umrzesz”).

### Manchester City

#### Sezon 2011/2012
W klubie z Manchesteru, Sergio przyjął koszulkę z numerem 16. W meczu o Superpuchar z Interem i w spotkaniu o Tarczę Wspólnoty przeciw Manchesterowi United, usiadł na ławce rezerwowych. Trener The Citizens – Roberto Mancini twierdził, że Kun nie jest jeszcze gotowy do gry. Zadebiutował 15 sierpnia w pojedynku ze Swansea, który City wygrało 4:0. Agüero wszedł na boisko w 59 minucie spotkania i 9 minut później strzelił swojego pierwszego gola w klubie. Argentyńczyk dołożył jeszcze jedno trafienie w doliczonym czasie gry, pokonując bramkarza Swansea strzałem z 25 metrów. Jego debiut został w mediach oceniony bardzo wysoko, przez niektórych dziennikarzy nawet jako jeden z najlepszych w angielskiej piłce nożnej. 28 sierpnia Kun strzelił swojego trzeciego gola dla City w meczu z Tottenhamem, natomiast w spotkaniu z Wigan Athletic zdobył pierwszego hat tricka. 18 września trafił dwukrotnie do bramki zawodników Fulham. 1 października, w starciu z Blackburn został zmieniony z powodu kontuzji, po zaledwie 28 minutach gry. Agüero powrócił do gry 18 października, w meczu fazy grupowej Champions League przeciwko Villareal, gdzie zastąpił Nigela De Jonga w 62 minucie. W doliczonym czasie gry strzelił zwycięskiego gola na 2:1. 23 października wziął udział w swoich pierwszych derbach Manchesteru, zdobywając bramkę w 69 minucie. City wygrało spotkanie 6:1. 1 listopada Sergio został nominowanym do Złotej Piłki FIFA. 19 listopada zdobył bramkę z rzutu karnego, przeciwko Newcastle. Zadebiutował w Pucharze Anglii w ćwierćfinałowym meczu z Arsenalem, strzelając jedynego gola w 83 minucie spotkania. Kolejną bramkę zdobył w ligowym spotkaniu z Norwich City, wygranym przez City 5:1. 21 grudnia zdobył dwie bramki przeciwko Stoke City. 3 stycznia pokonał bramkarza Liverpoolu – Pepe Reine. Swojego 15 gola w sezonie strzelił 4 lutego, wykorzystując rzut karny przeciwko Fulham. W pierwszym meczu 1/16 Ligi Europejskiej przeciwko Porto, Sergio zastąpił w 78 minucie Mario Balotellego i zdobył bramkę na 2:1, zapewniającą City zwycięstwo. W rewanżu, 22 lutego, strzelił gola już w 19 sekundzie spotkania. Ostatecznie The Citizens wygrali 4:0 i awansowali do 1/8 rozgrywek z bilansem 6:1 w dwumeczu. 25 lutego Kun trafił po raz 16 w Premier League w wygranym 3:0 starciu z Blackburn. 15 marca, podczas rewanżowego spotkania 1/16 Ligi Europejskiej ze Sportingiem, zdobył dwie bramki doprowadzając do wyniku 3:2. Ostatecznie klub z Portugalii zremisował 3:3 i awansował do dalszej części rozgrywek dzięki korzystnemu bilansowi bramkowemu. Tydzień później zdobył ligowego gola w pojedynku z Chelsea. 29 marca został wykluczony z gry na 10 dni z powodu kontuzji stopy. 11 kwietnia dwukrotnie trafił do bramki do bramki West Bromich Albion, oraz zaliczył dwie asysty. 14 kwietnia ponownie ustrzelił dublet, tym razem przeciwko Norwich City. Oznaczało to, że miał na swoim koncie już 20 ligowych trafień. Kolejnego gola zdobył w meczu z Wolverhampton Wanderers. 4 maja został wybrany Zawodnikiem Roku w Manchesterze City, a jego pierwszy gol w meczu przeciwko Norwich, otrzymał tytuł Gol Roku.

##### Ostatni mecz sezonu
Pięć wygranych meczów z rzędu pomogło City zredukować ośmiopunktową stratę do Manchesteru United. W ostateniej kolejce sezonu, sprawa mistrzostwa nadal pozostawała otwarta, ponieważ klubu dzieliła jedynie duża różnica bramkowa i Obywatele potrzebowali co najmniej tak dobrego punktowo rezultatu jak Czerwone Diabły. City mierzyło się ze spadkowiczem Queens Park Rangers, natomiast United rozgrywało mecz z Sunderlandem. The Citizens przegrywali 2:1, podczas kiedy United wygrywało 1:0. Roberto Mancini posłał na plac gry Mario Balotellego i Edina Dzeko, starając się o zdobycie dwóch potrzebnych do wygrania tytułu goli. W 92. minucie Edin Dzeko zdobył wyrównującą bramkę z główki z dośrodkowania od Davida Silvy, która dała nadzieję kibicom City, jednak United zakończyło swoje spotkanie zwycięstwem. Taka sytuacja dawała mistrzostwo Anglii drużynie sir Alexa Fergusona. W 94. minucie meczu Agüero otrzymał podanie w polu karnym od Mario Balotellego i pokonał bramkarza QPR silnym strzałem w róg bramki, zapewniając swojemu klubowi tytuł mistrza Anglii. Bramka Argentyńczyka wywołała eksplozję radości na City of Manchester Stadium. Vincent Kompany, kolega Sergio z zespołu, wyznał później, że Kun płakał leżąc na murawie po zdobytym golu. Sam Agüero zapytany następnego dnia, podczas zwycięskiej parady ulicami miasta, czy płakał, odparł „Tak, trochę”.
Sergio tak opisywał gola dającego City mistrzostwo Anglii: „To najważniejszy gol w mojej dotychczasowej karierze. Strzelasz gola  w ostatniej minucie meczu i dzięki niemu, zdobywasz tytuł mistrza. Nie jesteś pewien, czy coś takiego może jeszcze kiedykolwiek wydarzyć się w twoim życiu. Chciałbym powiedzieć, jak to wszystko się stało, ale naprawdę nie wiem. Byłem przekonany, że Mario [Balotelli] będzie chciał rozegrać to indywidualnie, ale on po prostu podał do mnie, a ja pomyślałem „strzel do bramki, strzel tak mocno, jak potrafisz”. I strzeliłem”.

#### Sezon 2012/2013
Agüero rozpoczął sezon meczem o Tarczę Wspólnoty przeciwko Chelsea, który jego drużyna wygrała 3:2. W pierwszym ligowym spotkaniu Argentyńczyk musiał być zniesiony na noszach już w 13 minucie spotkania, z powodu kontuzji kolana. 18 września, w przegranym 3:2 starciu z Realem Madryt był rezerwowym. Kun powrócił do gry w meczu z Arsenalem, zremisowanym 1:1, natomiast swoją pierwszą bramkę w sezonie zdobył w wyjazdowym zwycięstwie 2:1 z Fulham, 29 września. Z kolejnego gola cieszył się w kolejnej ligowej kolejce, po trafieniu w meczu z Sunderlandem. Następną bramkę zdobył w wygranym 2:1 pojedynku z Tottenhamem, 11 listopada. Kolejne dwa razy trafił do bramki Aston Villi w domowej wygranej 5:0. Zdobył także bramki w meczach Ligi Mistrzów z Ajaxem i Realem Madryt. 15 grudnia strzelił otwierającego gola w spotkaniu z Newcastle. 29 grudnia trafił w zwycięstwie 4:3 z Norwich City. W swoim kolejnym meczu, 2 stycznia, podczas strzelania karnego uszkodził ścięgno. Argentyńczyk powrócił do gry wchodząc z ławki w 81 minucie, w meczu przeciwko Fulham. 3 lutego zdobył wyrównującą bramkę w starciu z Liverpoolem. Agüero pomógł swojej drużynie w wygranej 4:0 w ćwierćfinale Pucharu Anglii nad Leeds United, strzelając dwa gole. Doznał kontuzji kolana w meczu z Chelsea, 24 lutego. Sprawiło to, że opuścił dwa mecze reprezentacji Argentyny w kwalifikacjach do Mistrzostw Świata 2014, przeciwko Boliwii i Wenezueli. Agüero wrócił do gry 30 marca w meczu z Newcastle i został entuzjastycznie przyjęty po wejściu na boisku z ławki rezerwowych. 8 kwietnia zdobył jedyną bramkę w derbach Manchesteru, trafiając do bramki rywali w 78 minucie, 7 minut po wejściu na plac gry, na którym zastąpił Samira Nasriego. W meczu Pucharu Anglii przeciwko Chelsea popełnił faul na Davidzie Luzie, kwalifikujący się na czerwoną kartkę, jednak nie otrzymał kary, co wywołało burze i spory w mediach, ponieważ wiele osób nie zgodziło się z tą decyzją. 17 kwietnia zrezygnował z dalszego udziału meczu z Wigan po pierwszej połowie, czując ucisk w ścięgnie, jednak pojawił się na ławce rezerwowych w porażce z Tottenhamem 21 kwietnia. 27 kwietnia trafił do bramki West Ham United w wygranym 2:1 domowym spotkaniu. 11 maja wystąpił w finale Pucharu Anglii, który City przegrało 1:0 z Wigan. Ostatniego gola w sezonie, Kun zdobył w pojedynku z Reading 14 maja.
Angielskie media informowały, że głównym celem Agüero było przeniesienie się do Realu Madryt, jednak Argentyńczyk zaprzeczył mówiąc: „Jestem bardzo szczęśliwy w City, czuję się tu kochany i doceniany, co bardzo wiele dla mnie znaczy”. Szef Manchesteru City również zdementował plotki o przenosinach Kuna do Realu, podkreślając, że bardzo chce zatrzymać piłkarza w swoim klubie. 25 maja 2013, Sergio przedłużył swój kontrakt z Manchesterem City do 2017 roku. Powiedział wtedy: „Jestem bardzo zaangażowany w grę w City, to naprawdę wielki klub”.

#### Sezon 2013/2014
Po kontuzji kolana, która wyeliminowała go z wszystkich meczów presezonu, Agüero strzelił gola w pierwszym spotkaniu nowego sezonu Premier League, z Newcaste United. 22 września zdobył dwie bramki w domowym meczu z Manchesterem United, wygranym przez City 4:1. 8 listopada po tym, jak strzelił pięć goli w czterech ligowych meczach (od 5 października do 2 listopada), został po raz pierwszy wybrany Graczem Miesiąca Premier League. W tym samym czasie strzelił obydwa gole dla City w wygranym 2:1 meczu Ligi Mistrzów przeciwko CSKA Moskwa. 14 grudnia podczas meczu z Arsenalem, opuścił boisku z powodu urazu łydki. Kontuzja wykluczyła go z ośmiu kolejnych spotkań. Wrócił do gry 16 stycznia, na mecz w trzeciej rundzie Pucharu Anglii, przeciwko Blackburn Rovers. Wszedł na plac gry z ławki rezerwowych i zdobył bramkę. W kolejnym etapie rozgrywek, w starciu z Watford, ustrzelił swojego pierwszego hat tricka w tym sezonie. 29 stycznia trafił do bramki Tottenhamu w meczu wygranym przez City 5:1, jednak doznał kontuzji ścięgna udowego. Agüero powrócił do gry 2 marca w spotkaniu z Sunderlandem. W swoim trzecim występie po powrocie doznał nawrotu kontuzji i nie wystąpił w pojedynku Ligi Mistrzów z Barceloną na Camp Nou. Opuścił również pięć kolejnych ligowych spotkań i wrócił do wyjściowej jedenastki zespołu na mecz przeciwko Liverpoolowi, rozgrywanym 13 kwietnia na Anfield. 21 kwietnia strzelił swojego pierwszego gola od stycznia, w przegranym 3:1 spotkaniu z West Bromich Albion. Ostatnie trafienie sezonu zanotował w starciu z Evertonem na Goodison Park, gdzie The Citizens wygrali 3:2. 3 maja po zwycięstwie 2:0 nad West Hamem, Manchester City zapewnił sobie kolejne mistrzostwo Anglii.

#### Sezon 2014/2015
14 sierpnia Agüero przedłużył swój kontrakt z Manchesterem City do 2019 roku.Pierwszą bramkę sezonu strzelił w 83 minucie otwierającego ligowe rozgrywki spotkania, przeciwko Newcastle 17 sierpnia. Zarówno w tym, jak i w kolejnym meczu był rezerwowym, z powodu jego późnego powrotu z Mistrzostw Świata w Brazylii. W starciu z Liverpoolem, wygranym 3:1, zastąpił na boisku Edina Dżeko i trafił do bramki rywala już 23 sekundy później. 18 października zdobył wszystkie cztery bramki w pojedynku z Tottenhamem, który The Citizens wygrali 4:1. Sergio wykonywał trzy rzuty karne, jednak jednego nie wykorzystał. Z 61 golami w Premier League na koncie, wyprzedził Carlosa Teveza w klasyfikacji najlepszych strzelców Manchesteru City. Był pierwszym piłkarzem w sezonie, który zdobył 10 ligowych bramek. Jego dziesiątym trafieniem był jedyny gol w derbach Manchesteru, 2 listopada. Kun zdobył hat tricka w wygranym 3:2 spotkaniu z Bayernem Monachium, w fazie grupowej Ligi Mistrzów. 5 dni później, w jego 100 meczu (przeciwko Southampton) w Premier League został niesłusznie ukarany za symulowanie w polu karnym, przez sędziego Mike’a Jonesa. The Citizens wygrali to spotkanie 3:0. 2 grudnia został ogłoszony przez Football Supporters' Federation Graczem Roku 2014. Zdobył również nagrodę dla Najlepszego Piłkarza Miesiąca w Premier League, za listopad 2014 w którym strzelił trzy ligowe bramki i dwukrotnie asystował. Agüero doznał kontuzji kolana w 2 minucie spotkania z Evertonem 6 grudnia i nie był zdolny do gry do końca roku kalendarzowego. Powrócił na rewanżowe spotkanie z Evertonem, rozegrane na Goodison Park 10 stycznia 2015, wchodząc z ławki rezerwowych w 67. minucie. 11 lutego strzelił swoje dwa pierwsze gole w 2015, trafiając do bramki Stoke City w meczu wygranym 4:1. 21 lutego zdobył bramkę z rzutu karnego w 72. sekundzie spotkania przeciwko Newcastle, co było najszybszym karnym w Premier League od 1994 roku. 12 kwietnia strzelił dwa gole w derbach Manchesteru na Old Trafford, które City przegrało 4:2. Drugi gol był jego 100 trafieniem dla The Citizens, biorąc pod uwagę wszystkie rozgrywki. 19 kwietnia zdobył swoją 20 bramkę w Premier League w tym sezonie, w wygranym 2:0 pojedynku z West Ham United. W zwycięstwie 6:0 nad Queens Park Rangers ustrzelił hat tricka. 24 maja, w ostatnim ligowym meczu, przeciwko Southampton trafił do siatki po raz 26, zostając tym samym Królem Strzelców Premier League sezonu 2014/2015.

#### Sezon 2015/2016
7 sierpnia Agüero ogłosił, że w nowym sezonie nie zagra w klubie z numerem 16, a z numerem 10, który przejmie po Edinie Dzeko. Dziewięć dni później strzelił pierwszego gola w domowej wygranej 3:0 nad Chelsea. 23 sierpnia podczas meczu z Evertonem, Argentyńczyk zatrzymał grę, gdy zauważył, że jeden z kibiców Evertonu potrzebuje natychmiastowej pomocy medycznej. Kun zaalarmował innych piłkarzy, oraz sędziego, po czym upewniał się, że kibic otrzymał odpowiednią pomoc. 30 września wywalczył i wykorzystał rzut karny w ostatniej minucie spotkania z Borussia Mönchengladbach w fazie grupowej Ligi Mistrzów. Trafienie to zapewniło The Citizens zwycięstwo 2:1. 3 października zdobył pięć goli w wygranym 6:1 meczu przeciwko Newcastle United. Dołączył tym samym do Andy’ego Cole’a, Alana Shearera, Jermaina Defoe, oraz Dimitara Berbatova, którzy również strzelili tyle bramek w jednym meczu Premier League. Argentyńczyk zdobył swoje pięć goli w przeciągu 23 minut, czyli najszybciej od 1992 roku. 4 minuty po piątym golu, w 62 minucie został zmieniony, ponieważ już w przerwie meczu był leczony z powodu urazu nogi. 8 października podczas meczu reprezentacji Argentyny przeciwko Ekwadorowi, w kwalifikacjach do Mistrzostw Świata 2018 doznał kontuzji ścięgna udowego i we łzach został zniesiony z boiska na noszach. Sam przyznał, że oczekuje około 4 tygodni przerwy, jednak media sugerowały przerwę trwającą nawet 8 tygodni. Wrócił do gry na mecz z Liverpoolem, strzelając honorową bramkę. The Citizens przegrali 4:1. Był to jego 85 gol w Premier League, czyniący go najlepszym strzelcem ligi pochodzącym z Ameryki Południowej. 16 kwietnia ustrzelił hat trick w meczu przeciwko Chelsea. Jest trzecim zawodnikiem drużyny przyjezdnych, któremu udało się zdobyć hat trick na Stamford Bridge, oraz piątym, który trzykrotnie zdobył co najmniej 20 goli w jednym sezonie. Trzy dni później zdobył swojego setnego ligowego gola, w spotkaniu z Newcastle zremisowanym 1:1. Do zdobycia stu goli potrzebował 147 meczów, w czym ustępuje jedynie Alanowi Shearer'owi, który dokonał tej sztuki w 124 spotkaniach. Gol ten był też jego szóstym trafieniem przeciw Newcastle, co czyni z niego dopiero szóstego zawodnika w historii Premier League, który trafił do bramki jednego klubu sześciokrotnie w ciągu jednego ligowego sezonu.

### FC Barcelona
31 maja 2021 Agüero zgodził się podpisać  dwuletni kontrakt z FC Barcelona rozpoczynający się 1 lipca, z klauzulą odstępnego ustaloną na 100 milionów euro, przy 50% obniżce wypłaty. 17 października zadebiutował, kiedy wszedł z ławki w wygranym 3:1 u siebie meczu z Valencią. W swoim pierwszym występie w El Clásico 24 października, Agüero wszedł z ławki w 77. minucie, strzelając swojego pierwszego gola dla klubu w ostatniej minucie gry po przegranym u siebie 2:1 meczu z Realem Madryt. Siedem dni później doznał arytmii serca podczas meczu z Deportivo Alavés 1:1 wykluczając go z gry na trzy miesiące.
20 listopada 2021 hiszpański dziennikarz Gerard Romero poinformował, że Agüero ogłosi przejście na emeryturę w następnym tygodniu z powodu ciężkiej choroby serca. 14 grudnia FC Barcelona ogłosiła konferencję prasową, którą następnego dnia zorganizują Agüero i prezydent klubu Joan Laporta. Spodziewano się, że Agüero ogłosi przejście na emeryturę. 15 grudnia 2021, Agüero oficjalnie ogłosił zakończenie kariery piłkarskiej.

## Kariera reprezentacyjna

### Argentyna U-17
Agüero po raz pierwszy został powołany do reprezentacji Argentyny przy okazji Mistrzostw Ameryki Południowej we wrześniu 2004 roku. Wziął udział we wszystkich spotkaniach fazy grupowej, strzelając zarówno w zwycięskich meczach z USA, jak i z Ekwadorem. Albicelestes wygrali swoją grupę, przechodząc do dalszej fazy rozgrywek. Kun zaliczył dobry występ w ćwierćfinale przeciwko Peru, gdzie zdobył bramkę na 1:0 zapewniającą zwycięstwo jego reprezentacji i awans do półfinału. W półfinale Argentyna uległa Kolumbii 2:0.

### Argentyna U-20
Sergio reprezentował Argentynę w dwóch Młodzieżowych Mistrzostwach Świata, w 2005 i w 2007 roku. W obydwóch Albicelestes triumfowali. Podczas turnieju w Holandii, w 2005 roku był najmłodszym zawodnikiem w zespole i pełnił rolę rezerwowego. Zagrał w czterech z siedmiu meczów (w tym w półfinale i finale), zawsze wchodząc z ławki rezerwowych. Nie zdobył żadnej bramki. W meczu finałowym przeciw Nigerii, wywalczył rzut karny, który wykorzystany następnie przez Messiego zapewnił Argentynie zwycięstwo w rozgrywkach. Na Mistrzostwach Świata w Kanadzie w 2007 roku, pełnił już rolę motoru napędowego swojego zespołu. Zdobył dwie bramki w wygranym wysoko, 6:0 meczu fazy grupowej z Panamą, oraz jedynego gola w starciu z Koreą Północną. W kolejnej rundzie turnieju strzelił dwa z trzech goli przeciwko Polsce. Następnie  Argentyna pokonała Meksyk w ćwierćfinale, oraz Chile w półfinale. W finale Albicelestes zmierzyli się z reprezentacją Czech. Agüero, z opaską kapitana na ramieniu, poprowadził swoją reprezentację do zwycięstwa, strzelając wyrównującą bramkę. W rezultacie Argentyna wygrała 2:1, zapewniając sobie kolejny tytuł mistrzów świata. Ponadto, Agüero został najlepszym strzelcem i najlepszym zawodnikiem turnieju. Stał się również trzecim zawodnikiem w historii, który zdobył dwa tytuły mistrza świata do lat 20.

### Igrzyska Olimpijskie 2008
Kun zagrał pięć z sześciu meczów podczas Igrzysk Olimpijskich w Pekinie, we wszystkich wychodził na plac gry w podstawowym składzie. Pomimo że aż do półfinału nie udało mu się zdobyć bramki, trafił dwa razy w wygranym 3:0, półfinałowym spotkaniu z Brazylią. 23 sierpnia Argentyna pokonała Nigerię w finale, na Stadionie Narodowym w Pekinie, zdobywając tym samym olimpijskie złoto. Agüero rozegrał w tym spotkaniu 79 minut.

### Reprezentacja seniorska
Sergio zadebiutował w seniorskiej reprezentacji Argentyny 3 września 2006 roku, w meczu przeciwko Brazylii na Emirates Stadium w Londynie. Kun zastąpił Carlosa Teveza, w 65 minucie spotkania. Zagrał również w meczach towarzyskich z Hiszpanią, Francją i Austrią, w każdym z tych spotkań wchodząc z ławki rezerwowych i nie strzelając gola. 17 listopada 2007 roku, na Estadio Monumental w meczu z Boliwią, pierwszy raz wystąpił w podstawowym składzie ,oraz zdobył swoją pierwszą bramkę w seniorskiej reprezentacji. Agüero dostał powołanie do reprezentacji na Mistrzostwa Świata 2010 w RPA. Jego debiutanckim spotkaniem na mistrzostwach był mecz fazy grupowej z Koreą Południową, gdzie zastąpił Carlosa Teveza w 75 minucie. Asystował przy trzecim golu Gonzalo Higuaina. Argentyna wygrała z Koreą 4:1 i wyszła z grupy, jednak w ćwierćfinale uległa Niemcom. 31 maja 2011, ówczesny selekcjoner Albicelestes Sergio Batista ogłosił wstępną  listę graczy powołanych na Copa America, na której znalazł się Agüero. 25 czerwca, zatwierdzono 23-osobową reprezentację, z Agüero w składzie. Kun zadebiutował w pierwszym meczu fazy grupowej, 1 lipca przeciw Boliwii, zastępując w 70 minucie Lavezziego. W chwili jego wejścia, Argentyna przegrywała 0:1. Na sześć minut przed końcem zdobył gola, który zapewnił jego reprezentacji remis. W pozostałych spotkaniach fazy grupowej wystąpił jako zawodnik podstawowego składu. Po dwóch zremisowanych meczach, Argentyna potrzebowała zwycięstwa, aby wyjść z grupy. W pojedynku z Kostaryką, Sergio strzelił dwie z trzech bramek, prowadząc reprezentację do zwycięstwa. Albicelestes odpadli z turnieju w ćwierćfinale, po serii rzutów karnych. Agüero rozpoczął ten mecz w podstawowym składzie, jednak został zastąpiony w 80 minucie przez Carlosa Teveza. Sergio znalazł się w kadrze reprezentacji na Mistrzostwa Świata 2014 w Brazylii. W dwóch pierwszych spotkaniach fazy grupowej, z Bośnią i Herzegowiną, oraz z Iranem, wystąpił od pierwszych minut, nie zdobywając gola. W straciu z Nigerią, również wystąpił w podstawowym składzie, jednak w 38 minucie doznał kontuzji, co uniemożliwiło mu występ w 1/8 finału i w ćwierćfinale. Dopiero w półfinałowym meczu z Holandią pojawił się na boisku w 82 minucie. W serii jedenastek, został wyznaczony do wykonania rzutu karnego i wykorzystał go. W finale mistrzostw, przeciwko Niemcom wszedł na plac gry dopiero w doliczonym czasie. Argentyna uległa reprezentacji Niemiec 1:0, zdobywając tym samym wicemistrzostwo świata. Agüero został wybrany przez Gerardo Martino do kadry swojego kraju, na Copa America 2015 w Chile. Przed turniejem, w meczu towarzyskim z Boliwią, Sergio ustrzelił swojego pierwszego hat tricka w reprezentacji. Zdobył bramkę w zremisowanym 2:2 spotkaniu z Paragwajem, otwierającym zmagania Argentyny w fazie grupowej. Trzy dni później strzelił jedynego gola w pojedynku z Urugwajem. W półfinale, który Albicelestes wygrali 6:1, ponownie pokonał bramkarza Paragwaju. Zagrał od pierwszej minuty w finale przeciw gospodarzom turnieju – Chile, jednak został zmieniony przez Gonzalo Higuaina w 74 minucie. Argentyna uległa Chile w serii rzutów karnych.

## Styl gry
Często jest uważany za jednego z najlepszych napastników świata. Najczęściej ustawiany jest na szpicy, może jednak grać też za innym napastnikiem, ze względu na jego boiskową inteligencję i zdolność do kreowania akcji. Z powodu swojej budowy ciała jest porównywany do takich zawodników jak Carlos Tévez, Romario, Del Piero i Diego Maradona. Naturalnie prawonożny Agüero, potrafi również celnie uderzyć lewą nogą. Znany jest z silnych i dokładnych strzałów zza pola karnego. Charakteryzuje się świetnym dryblingiem, niesamowitą kontrolą piłki, przyspieszeniem i szybką reakcją.

## Statystyki

### Klubowe
| Klub             | Sezon     | Liga             | Liga  | Liga   | Puchar kraju | Puchar kraju | Puchar ligi | Puchar ligi | Kontynentalne | Kontynentalne | Inne  | Inne   | Suma  | Suma   |
| Klub             | Sezon     | Liga             | Mecze | Bramki | Mecze        | Bramki       | Mecze       | Bramki      | Mecze         | Bramki        | Mecze | Bramki | Mecze | Bramki |
| ---------------- | --------- | ---------------- | ----- | ------ | ------------ | ------------ | ----------- | ----------- | ------------- | ------------- | ----- | ------ | ----- | ------ |
| CA Independiente | 2002/2003 | Primera División | 1     | 0      | –            | –            | –           | –           | –             | –             | –     | –      | 1     | 0      |
| CA Independiente | 2003/2004 | Primera División | 5     | 0      | –            | –            | –           | –           | 2             | 0             | –     | –      | 7     | 0      |
| CA Independiente | 2004/2005 | Primera División | 12    | 5      | –            | –            | –           | –           | –             | –             | –     | –      | 12    | 5      |
| CA Independiente | 2005/2006 | Primera División | 36    | 18     | –            | –            | –           | –           | –             | –             | –     | –      | 36    | 18     |
| CA Independiente | Łącznie   | Łącznie          | 54    | 23     | 0            | 0            | 0           | 0           | 2             | 0             | 0     | 0      | 56    | 23     |
| Atlético Madryt  | 2006/2007 | Primera División | 38    | 6      | 4            | 1            | –           | –           | –             | –             | –     | –      | 42    | 7      |
| Atlético Madryt  | 2007/2008 | Primera División | 37    | 19     | 4            | 2            | –           | –           | 9             | 6             | –     | –      | 50    | 27     |
| Atlético Madryt  | 2008/2009 | Primera División | 37    | 17     | 1            | 0            | –           | –           | 9             | 4             | –     | –      | 47    | 21     |
| Atlético Madryt  | 2009/2010 | Primera División | 31    | 12     | 7            | 2            | –           | –           | 16            | 6             | –     | –      | 54    | 20     |
| Atlético Madryt  | 2010/2011 | Primera División | 32    | 20     | 4            | 3            | –           | –           | 4             | 3             | 1     | 1      | 41    | 27     |
| Atlético Madryt  | Łącznie   | Łącznie          | 175   | 74     | 20           | 8            | 0           | 0           | 38            | 19            | 1     | 1      | 234   | 102    |
| Manchester City  | 2011/2012 | Premier League   | 34    | 23     | 1            | 1            | 3           | 1           | 10            | 5             | 0     | 0      | 48    | 30     |
| Manchester City  | 2012/2013 | Premier League   | 30    | 12     | 4            | 3            | 0           | 0           | 5             | 2             | 1     | 0      | 40    | 17     |
| Manchester City  | 2013/2014 | Premier League   | 23    | 17     | 3            | 4            | 2           | 1           | 6             | 6             | –     | –      | 34    | 28     |
| Manchester City  | 2014/2015 | Premier League   | 33    | 26     | 1            | 0            | 1           | 0           | 7             | 6             | 0     | 0      | 42    | 32     |
| Manchester City  | 2015/2016 | Premier League   | 30    | 24     | 1            | 1            | 4           | 2           | 9             | 2             | –     | –      | 44    | 29     |
| Manchester City  | 2016/2017 | Premier League   | 31    | 20     | 5            | 5            | 1           | 0           | 8             | 8             | –     | –      | 45    | 33     |
| Manchester City  | 2017/2018 | Premier League   | 25    | 21     | 3            | 2            | 4           | 3           | 7             | 4             | –     | –      | 39    | 30     |
| Manchester City  | 2018/2019 | Premier League   | 33    | 21     | 2            | 2            | 3           | 1           | 7             | 6             | 1     | 2      | 46    | 32     |
| Manchester City  | 2019/2020 | Premier League   | 24    | 16     | 2            | 2            | 3           | 3           | 3             | 2             | 0     | 0      | 32    | 23     |
| Manchester City  | 2020/2021 | Premier League   | 12    | 4      | 0            | 0            | 1           | 0           | 7             | 2             | –     | –      | 20    | 6      |
| Manchester City  | Łącznie   | Łącznie          | 275   | 184    | 22           | 20           | 22          | 11          | 69            | 43            | 2     | 2      | 390   | 260    |
| FC Barcelona     | 2021/2022 | Primera División | 4     | 1      | 0            | 0            | –           | –           | 1             | 0             | 0     | 0      | 5     | 1      |
| Łącznie          | Łącznie   | Łącznie          | 508   | 282    | 42           | 28           | 22          | 11          | 110           | 62            | 3     | 3      | 685   | 386    |

### Reprezentacyjne
| Reprezentacja | Rok     | Mecze | Bramki |
| ------------- | ------- | ----- | ------ |
| Argentyna     | 2006    | 2     | 0      |
| Argentyna     | 2007    | 4     | 1      |
| Argentyna     | 2008    | 9     | 4      |
| Argentyna     | 2009    | 6     | 2      |
| Argentyna     | 2010    | 5     | 2      |
| Argentyna     | 2011    | 8     | 5      |
| Argentyna     | 2012    | 7     | 2      |
| Argentyna     | 2013    | 8     | 5      |
| Argentyna     | 2014    | 10    | 1      |
| Argentyna     | 2015    | 10    | 10     |
| Argentyna     | 2016    | 11    | 1      |
| Argentyna     | 2017    | 4     | 2      |
| Argentyna     | 2018    | 5     | 3      |
| Argentyna     | 2019    | 8     | 3      |
| Argentyna     | 2020    | 0     | 0      |
| Argentyna     | 2021    | 4     | 0      |
| Łącznie       | Łącznie | 101   | 41     |

### Gole w reprezentacji
| Lp. | Data                 | Miejsce                            | Przeciwnik           | Gol  | Wynik | Rozgrywki                              |
| --- | -------------------- | ---------------------------------- | -------------------- | ---- | ----- | -------------------------------------- |
| 1   | 17 listopada 2007    | Buenos Aires, Argentyna            | Boliwia              | 1:0  | 3:0   | kwalifikacje do Mistrzostw Świata 2010 |
| 2   | 26 marca 2008        | Kair, Egipt                        | Egipt                | 1:0  | 2:0   | Mecz towarzyski                        |
| 3   | 4 czerwca 2008       | Kalifornia, Stany Zjednoczone      | Meksyk               | 4:1  | 4:1   | Mecz towarzyski                        |
| 4   | 6 września 2008      | Buenos Aires, Argentyna            | Paragwaj             | 1:1  | 1:1   | kwalifikacje do Mistrzostw Świata 2010 |
| 5   | 11 października 2008 | Buenos Aires, Argentyna            | Urugwaj              | 2:0  | 2:1   | kwalifikacje do Mistrzostw Świata 2010 |
| 6   | 28 marca 2009        | Buenos Aires, Argentyna            | Wenezuela            | 4:0  | 4:0   | kwalifikacje do Mistrzostw Świata 2010 |
| 7   | 12 sierpnia 2009     | Moskwa, Rosja                      | Rosja                | 1:1  | 3:2   | Mecz towarzyski                        |
| 8   | 24 maja 2010         | Buenos Aires, Argentyna            | Kanada               | 5: 0 | 5:0   | Mecz towarzyski                        |
| 9   | 24 września 2010     | Buenos Aires, Argentyna            | Hiszpania            | 4:1  | 4:1   | Mecz towarzyski                        |
| 10  | 20 czerwca 2011      | Buenos Aires, Argentyna            | Albania              | 3:0  | 4:0   | Mecz towarzyski                        |
| 11  | 1 lipca 2011         | La Plata, Argentyna                | Boliwia              | 1:1  | 1:1   | Copa América 2011                      |
| 12  | 11 lipca 2011        | Cordoba, Argentyna                 | Kostaryka            | 1:0  | 3:0   | Copa América 2011                      |
| 13  | 11 lipca 2011        | Cordoba, Argentyna                 | Kostaryka            | 2:0  | 3:0   | Copa América 2011                      |
| 14  | 15 listopada 2011    | Barranquilla, Kolumbia             | Kolumbia             | 2:1  | 2:1   | kwalifikacje do Mistrzostw Świata 2014 |
| 15  | 2 lipca 2012         | Buenos Aires, Argentyna            | Ekwador              | 1:0  | 4:0   | kwalifikacje do Mistrzostw Świata 2014 |
| 16  | 13 października 2012 | Mendoza, Argentyna                 | Urugwaj              | 2:0  | 3:0   | kwalifikacje do Mistrzostw Świata 2014 |
| 17  | 6 lutego 2013        | Solna, Szwecja                     | Szwecja              | 2 :1 | 3:2   | Mecz towarzyski                        |
| 18  | 11 czerwca 2013      | Quito, Ekwador                     | Ekwador              | 1 :0 | 1:1   | kwalifikacje do Mistrzostw Świata 2014 |
| 19  | 11 września 2013     | Asunción, Paragwaj                 | Paragwaj             | 2 :1 | 5:2   | kwalifikacje do Mistrzostw Świata 2014 |
| 20  | 19 listopada 2013    | Saint Louis, Stany Zjednoczone     | Bośnia i Hercegowina | 1 :0 | 2:0   | Mecz towarzyski                        |
| 21  | 19 listopada 2013    | Saint Louis, Stany Zjednoczone     | Bośnia i Hercegowina | 2 :0 | 2:0   | Mecz towarzyski                        |
| 22  | 3 września 2014      | Düsseldorf, Niemcy                 | Niemcy               | 1 :0 | 4:2   | Mecz towarzyski                        |
| 23  | 1 kwietnia 2015      | East Rutherford, Stany Zjednoczone | Ekwador              | 1 :0 | 2:1   | Mecz towarzyski                        |
| 24  | 7 czerwca 2015       | San Juan, Argentyna                | Boliwia              | 2 :0 | 5:0   | Mecz towarzyski                        |
| 25  | 7 czerwca 2015       | San Juan, Argentyna                | Boliwia              | 3 :0 | 5:0   | Mecz towarzyski                        |
| 26  | 7 czerwca 2015       | San Juan, Argentyna                | Boliwia              | 4 :0 | 5:0   | Mecz towarzyski                        |
| 27  | 13 czerwca 2015      | La Serena, Chile                   | Paragwaj             | 1:0  | 2:2   | Copa América 2015                      |
| 28  | 17 czerwca 2015      | La Serena, Chile                   | Urugwaj              | 1:0  | 1:0   | Copa América 2015                      |
| 29  | 1 lipca 2015         | Concepción, Chile                  | Paragwaj             | 5:0  | 6:1   | Copa América 2015                      |
| 30  | 5 września 2015      | Houston, Stany Zjednoczone         | Boliwia              | 2 :0 | 7:0   | Mecz towarzyski                        |
| 31  | 5 września 2015      | Houston, Stany Zjednoczone         | Boliwia              | 4 :0 | 7:0   | Mecz towarzyski                        |
| 32  | 9 września 2015      | Arlington, Stany Zjednoczone       | Meksyk               | 1 :2 | 2:2   | Mecz towarzyski                        |
| 33  | 11 czerwca 2016      | Chicago, Stany Zjednoczone         | Panama               | 5 :0 | 5:0   | Copa América 2016                      |
| 34  | 11 listopada 2017    | Moskwa, Rosja                      | Rosja                | 1 :0 | 1:0   | Mecz towarzyski                        |
| 35  | 14 listopada 2017    | Krasnodar, Rosja                   | Nigeria              | 2 :0 | 2:4   | Mecz towarzyski                        |
| 36  | 29 maja 2018         | Buenos Aires, Argentyna            | Haiti                | 4 :0 | 4:0   | Mecz towarzyski                        |
| 37  | 16 czerwca 2018      | Moskwa, Rosja                      | Islandia             | 1 :0 | 1:1   | Mistrzostwa Świata 2018                |
| 38  | 30 czerwca 2018      | Kazań, Rosja                       | Francja              | 3 :4 | 3:4   | Mistrzostwa Świata 2018                |
| 39  | 23 czerwca 2019      | Porto Alegre, Brazylia             | Katar                | 2 :0 | 2:0   | Copa América 2019                      |
| 40  | 6 lipca 2019         | São Paulo, Brazylia                | Chile                | 1 :0 | 2:1   | Copa América 2019                      |
| 41  | 18 listopada 2019    | Tel Awiw, Izrael                   | Urugwaj              | 1 :1 | 2:2   | Mecz towarzyski                        |

### Gole na igrzyskach olimpijskich
| Lp | Data             | Miejsce      | przeciwnik | Gol   | Wynik | Rozgrywki                        |
| -- | ---------------- | ------------ | ---------- | ----- | ----- | -------------------------------- |
| 1  | 19 sierpnia 2008 | Pekin, Chiny | Brazylia   | 1 – 0 | 3 – 0 | Letnie Igrzyska Olimpijskie 2008 |
| 2  | 19 sierpnia 2008 | Pekin, Chiny | Brazylia   | 2 – 0 | 3 – 0 | Letnie Igrzyska Olimpijskie 2008 |

## Sukcesy

### Atlético Madrid
- Liga Europy UEFA: 2009/2010
- Superpuchar Europy UEFA: 2010
- Puchar Intertoto UEFA: 2007

### Manchester City
- Mistrzostwo Anglii: 2011/2012, 2013/2014, 2017/2018, 2018/2019, 2020/2021
- Puchar Anglii: 2018/2019
- Puchar Ligi Angielskiej: 2013/2014, 2015/2016, 2017/2018, 2018/2019, 2019/2020
- Tarcza Wspólnoty: 2012, 2018, 2019

### Reprezentacyjne
- Copa América: 2021
- Wicemistrzostwo świata: 2014
- Wicemistrzostwo Copa América: 2015, 2016
- 3. miejsce na Copa América: 2019
- Mistrzostwo olimpijskie: 2008
- Mistrzostwo świata U-20: 2005, 2007

### Indywidualne
- Król strzelców Premier League: 2014/2015 (26 goli)
- Król strzelców mistrzostw świata U-20: 2007

### Wyróżnienia
- Złota Piłka Mistrzostw świata U-20: 2007[5]
- Złoty Chłopiec: 2007[6]
- Premio Don Balón (Najlepszy Obcokrajowiec): 2007/2008[7]
- Najlepszy iberoamerykański piłkarz Primera División według EFE: 2008
- Najlepszy młody piłkarz świata według World Soccer: 2009[8]
- Piłkarz Roku według Football Supporters Federation: 2014[9]
- Piłkarz sezonu w Manchester City: 2011/2012, 2014/2015[10]
- Piłkarz Miesiąca Premier League: Październik 2013, Listopad 2014, Styczeń 2015, Kwiecień 2016, Styczeń 2018, Luty 2019, Styczeń 2020[11]
- Południowoamerykańska Drużyna Roku: 2005[12]
- Drużyna dekady CONMEBOL według IFFHS: 2011–2020[13]
- Drużyna sezonu według użytkowników premierleague.com: 2014/2015
- Drużyna sezonu Premier League według PFA: 2017/2018[14], 2018/2019[15]
- Galeria sław Premier League: 2022[16]

### Rekordy
- Najskuteczniejszy obcokrajowiec w historii Premier League: 184 gole
- Najskuteczniejszy zawodnik w historii Manchesteru City: 260 goli
- Najwięcej hat tricków w historii Premier League: 12

Nieaktualne
- Najskuteczniejszy zawodnik w historii po 5. kolejkach Premier League: 8 goli (sezon 2011/2012)[c][17]

## Życie prywatne
19 lutego 2009 ogłoszono, że narzeczona Agüero jest w ciąży, a w kilka miesięcy później żona Giannina Maradona Agüero del Castillo, córka Diego Maradony, urodziła syna o imieniu Benjamin. W czerwcu 2009 w kościele w Buenos Aires mały Benjamin został ochrzczony. Para rozstała się w 2012 roku. W kilka miesięcy później Sergio związał się z argentyńską piosenkarką, Kariną Tejedą. Od 2019 roku jest związany z 22-letnią studentką Sofią Calzetti, z którą mieszka w Manchesterze. Ma szóstkę rodzeństwa, jego bracia Mauricio i Gastón też są piłkarzami.
Najlepszym przyjacielem Agüero jest Lionel Messi. Messi napisał przedmowę do biografii Agüero „Born to rise”, wydanej w 2014 roku, w której Sergio przyznaje, że jest dla niego jak brat. Piłkarze poznali się na zgrupowaniu młodzieżowych reprezentacji Argentyny w 2005 roku.
Pseudonim Agüero „Kun” sięga czasów dzieciństwa. Po raz pierwszy został nazwany tak przez dziadków, ze względu na podobieństwo do bohatera imieniem „Kum-Kum” pochodzącego, jego ulubionej kreskówki.
Posiada obywatelstwo hiszpańskie od 2010 roku.
Grupa Los Leales nagrała piosenkę o Agüero, przy której nagrywaniu udział wziął on sam.
Wziął udział w filmie „Torrente 4” w reżyserii Santiago Segura, wraz z piłkarzem AS Monaco Ceskiem Fàbregasem.
W październiku 2020 r. Sergio założył własną organizację e-sportową o nazwie KRÜ Esports, biorącą udział w turniejach Valorant oraz Rocket League.